# Serbski-Wissenschaftszentrum für Sozial- und Gerichtspsychiatrie

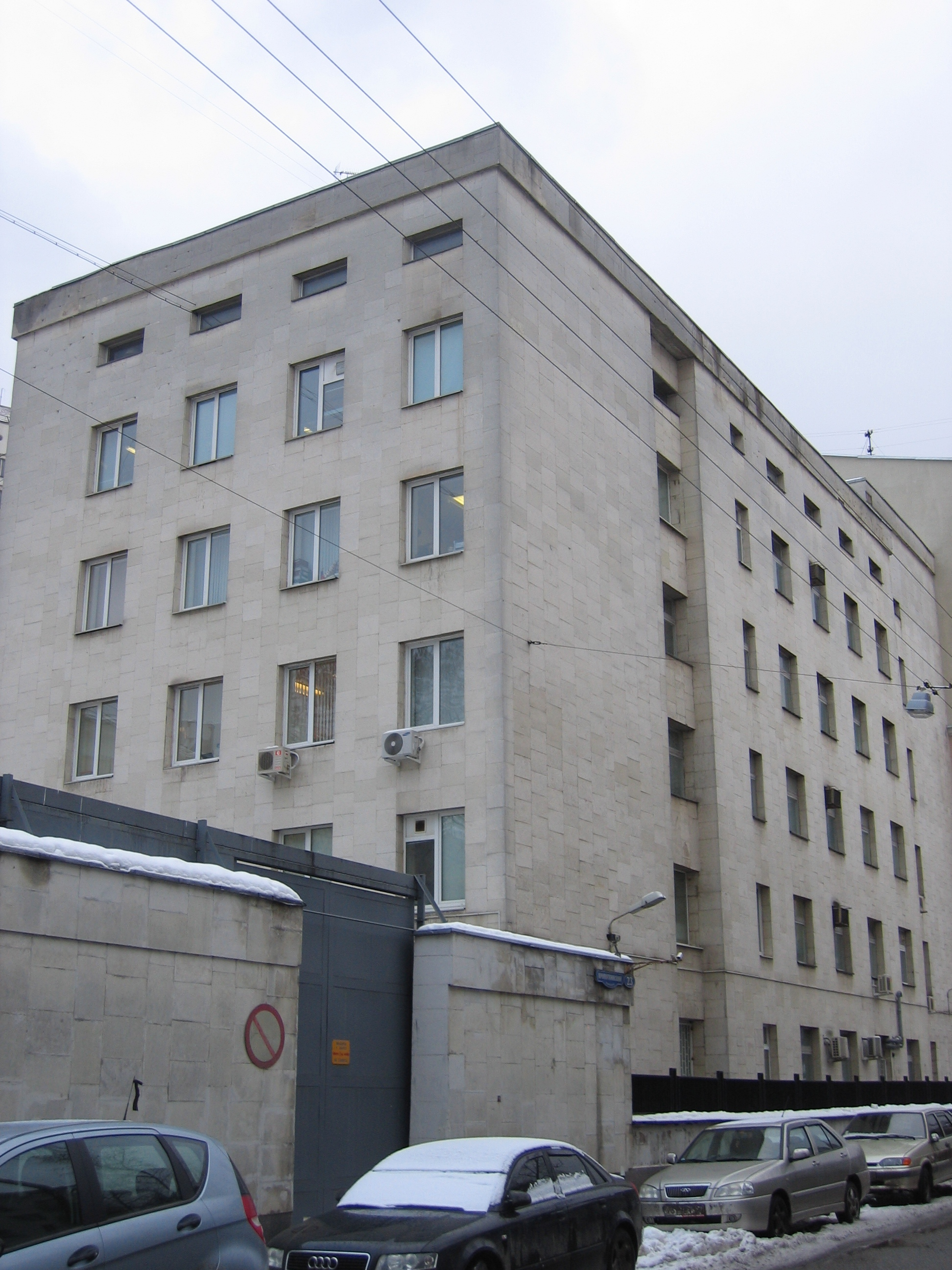
Institutsgebäude in Moskau

Das Serbski-Wissenschaftszentrum für Sozial- und Gerichtspsychiatrie (kurz: Moskauer Serbski-Institut, russisch Государственный научный центр социальной и судебной психиатрии им. В. П. Сербского) in Moskau war in der Sowjetunion und ist weiterhin in der Russischen Föderation das führende Institut für forensische Psychiatrie. Das Institut wurde 1921 begründet. Es trägt den Namen des auf diesem wissenschaftlichen Gebiet in Russland berühmten Pioniers Wladimir Petrowitsch Serbski. Neben der Forensik befasst sich das Institut schwerpunktmäßig mit dem Studiengebiet Psychosen und der Alkohol- und Drogenkonsumproblematik. In der Kritik geraten ist es häufiger wegen seiner zu Sowjetzeiten für politische Dissidenten und angebliche Querulanten durch politische Beeinflussung erstellten Befunde und Resozialisierungsprogramme, die auch repressive psychiatrische Behandlungsmethoden beinhalteten. So schrieb die ermordete russische Journalistin Anna Politkowskaja, „das Serbski-Institut genießt in Russland einen denkbar schlechten Ruf, der noch aus Sowjetzeiten herrührt. Hier wurden Dissidenten, die sich gegen den Kommunismus, gegen totalitäre Lüge und politische Unfreiheit auflehnten, für verrückt erklärt“.